# Opius areatus
Opius areatus (лат.) — вид паразитических наездников рода Opius из семейства Braconidae (Opiinae). Россия (Ильменский заповедник, Средний Урал). Мелкие наездники (длина менее 2 мм). От близких видов отличается следующими признаками: второй отрезок радиальной жилки переднего крыла равен третьему; стернаули глубокие; тело чёрное, ноги светлее (коричневато-жёлтые). В усиках около 20 члеников. Паразитоиды. Предположительно, как и у других представителей своего рода, их хозяевами служат мухи семейства Agromyzidae. Вид был впервые описан в 1986 году российским энтомологом Владимиром Ивановичем Тобиасом (Санкт-Петербург, Россия). Включён в состав подрода Allotypus.